# باول كودمان كابوت
باول كودمان كابوت هو شخصية أعمال وسياسي أمريكي، ولد في 1898 في بروكلين في الولايات المتحدة، وتوفي في 1994.